# Zbrojenie

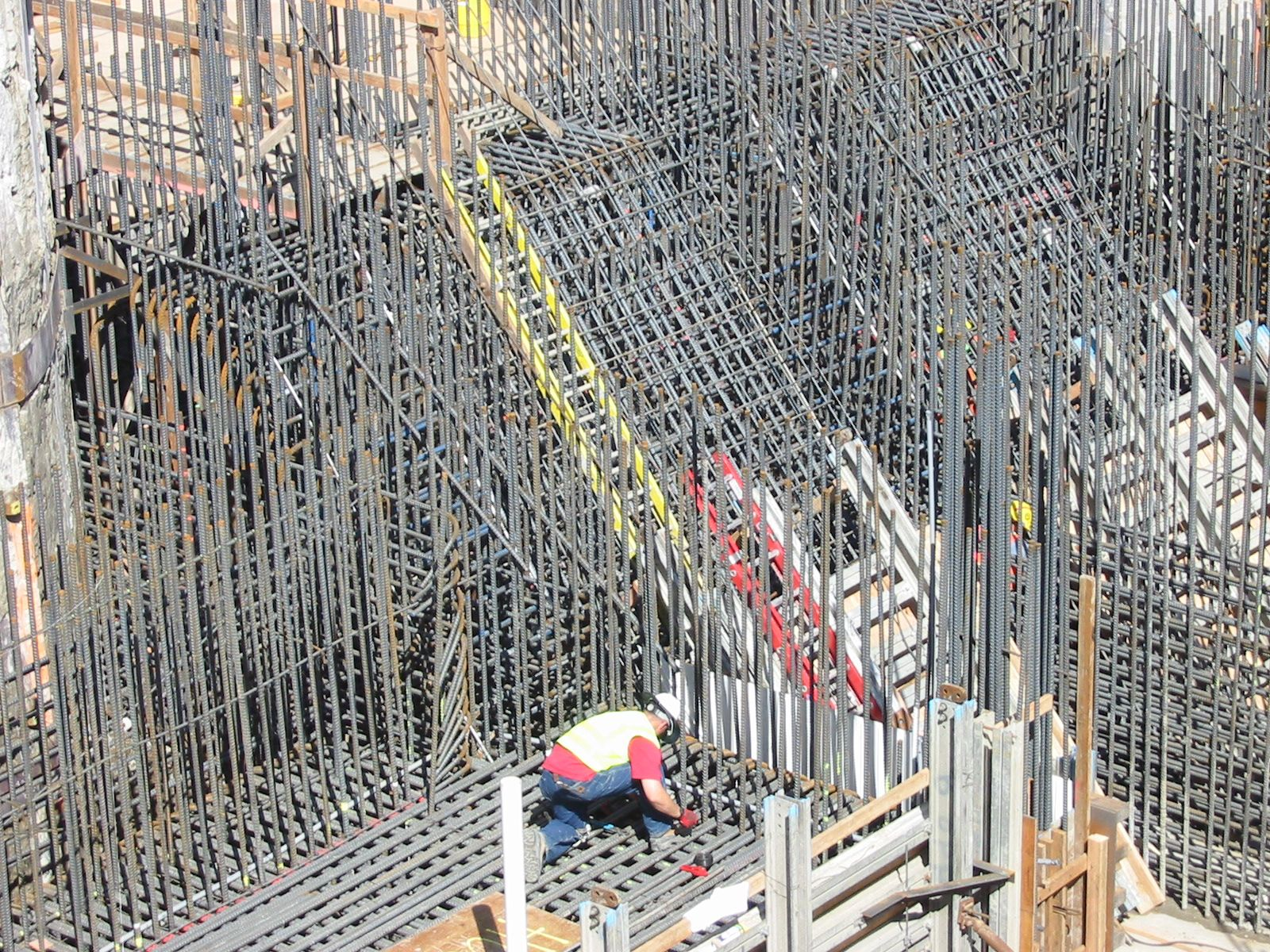
Widok konstrukcji w trakcie wykonywania zbrojenia

Zbrojenie – wkładki w postaci stalowych prętów, siatek lub innych kształtowników – umieszczane w betonie konstrukcyjnym w celu zwiększenia jego wytrzymałości na rozciąganie. Taki wzmocniony stalą beton nazywany jest żelbetem.
Zbrojenie w postaci prętów może być wykonane: 
- ze stali miękkiej – końce prętów zaginane są tak, że tworzą literę U, co zapobiega poślizgowi stali po betonie
- ze stali o podwyższonej wytrzymałości – wtedy pobocznice prętów pokryte są poprzecznymi żeberkami antypoślizgowymi